# Znovuzalesnění

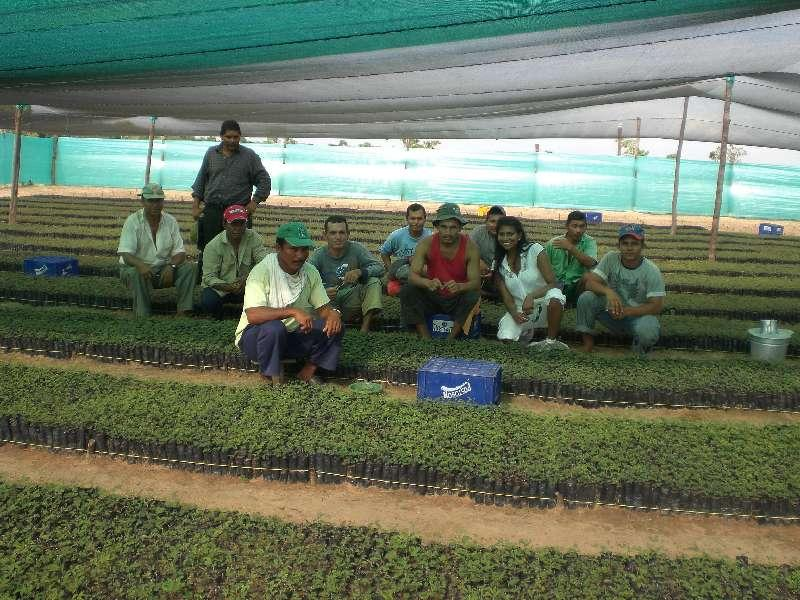
Tropická školka na plantáží Planeta Verde Reforestación SA ve Vichadě v Kolumbii

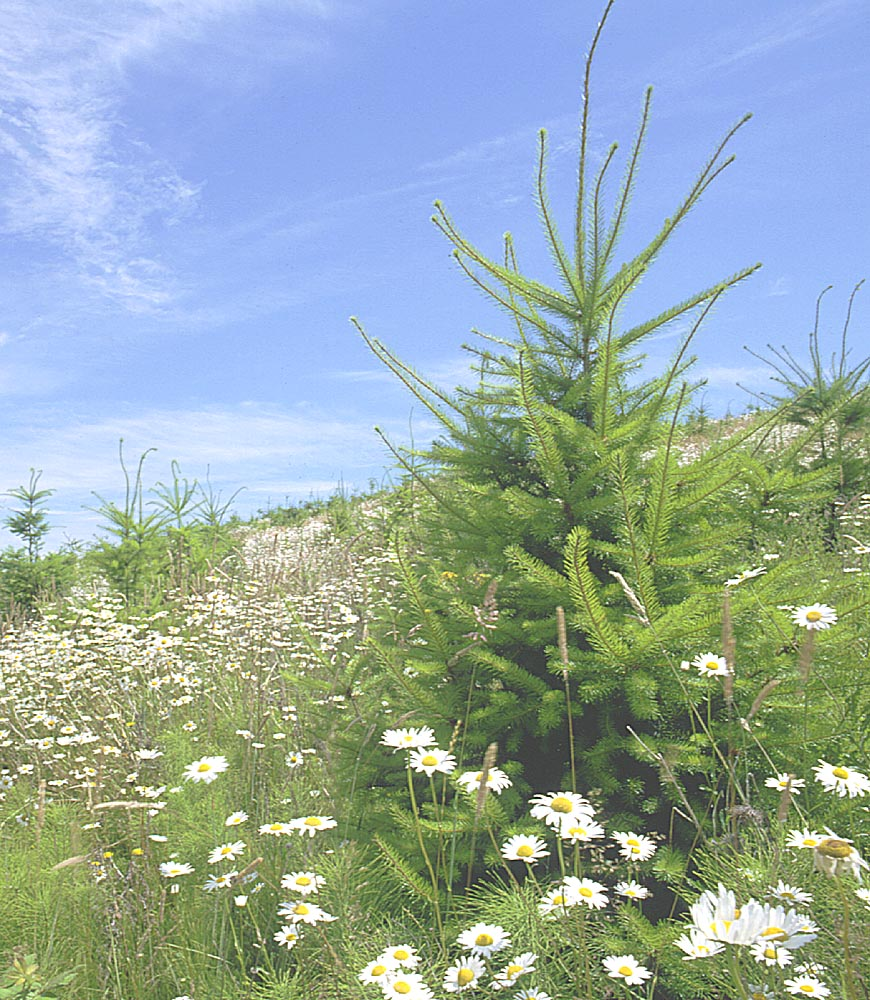
Patnáctiletý zalesněný pozemek

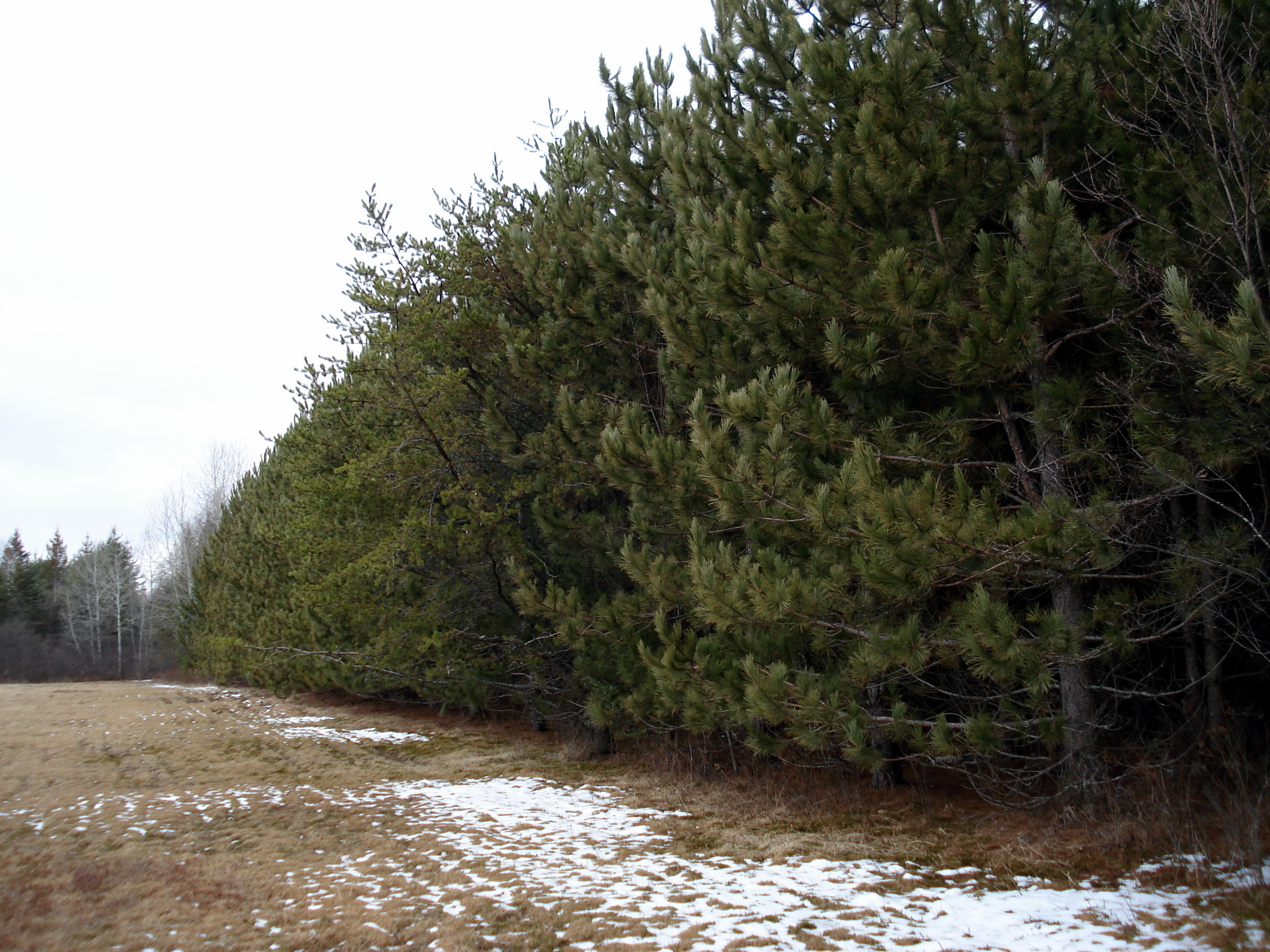
21 let stará plantáž borovice červené v jižním Ontariu

Znovuzalesnění je přirozená nebo úmyslná obnova stávajících lesů a lesní půdy, které byly, obvykle díky odlesňování, znehodnoceny. Znovuzalesňováním lze přispět ke zvýšení kvality lidského života, neboť les nasává znečištění a prach ze vzduchu, obnovovat přírodní stanoviště ekosystémů, mírnit globální oteplování (ale také zhoršovat), protože lesy umí odnímat oxid uhličitý z atmosféry, a také sklízet přírodní suroviny, zejména dřevo. Stromy ale potřebují k růstu vodu, a tak po zalesnění klesá lokální dostupnost vody. Vysazování stromů může i škodit lesům a biodiverzitě. Vysazovat stromy v Evropě nemusí být pro klima špatné, oproti dřívějším odhadům. Může to ale být zdroj zisku.
Termín znovuzalesnění je podobný pojmu zalesňování, procesu obnovy a znovuvytvoření oblasti lesa a lesní půdy, které mohly existovat již dávno, ale byly v minulosti odlesněny nebo jinak odstraněny v určitém okamžiku. Někdy je termín opětovné zalesnění používán pro rozlišení mezi původním lesním porostem a pozdějším uměle vysazeným lesem na určitém území.
Používají se speciální nástroje, jako např. tyč na výsadbu (tree planting bar), aby výsadba stromů byla jednodušší a rychlejší.